# الكويت في ألعاب غرب آسيا 2005
شاركت الكويت في دورة ألعاب غرب آسيا الثالثة التي أقيمت في الدوحة، قطر من 1 ديسمبر 2005 إلى 10 ديسمبر 2005. حصلت الكويت على المركز الثاني بـ 25 ميدالية ذهبية في هذه النسخة من دورة ألعاب غرب آسيا.